# Gurreholm
Gurreholm è un villaggio della Groenlandia; si trova nella terra di Jameson. Politicamente appartiene al comune di Sermersooq.